# 马六甲华人清真寺

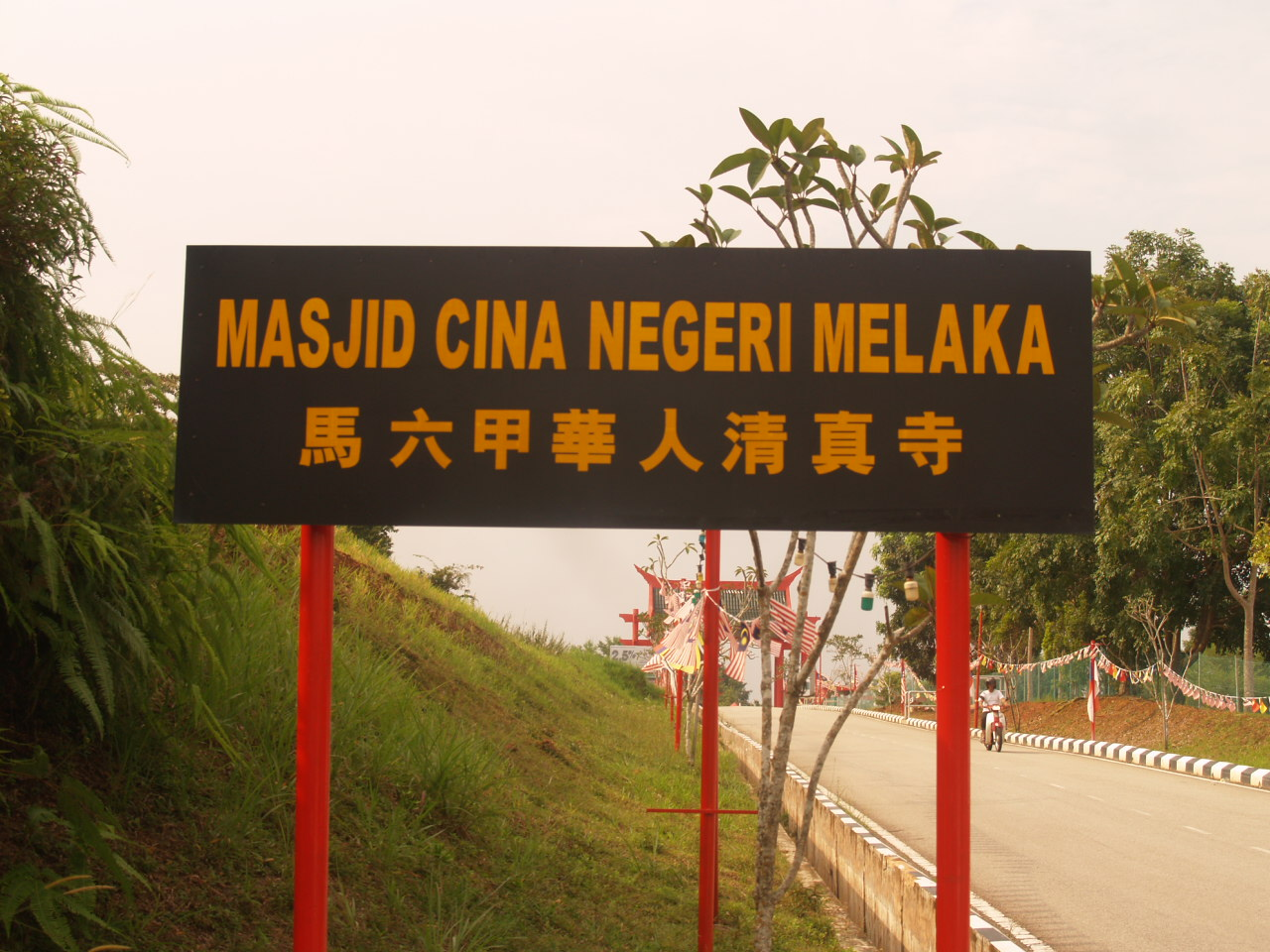
马六甲华人清真寺告示牌

2°17′45.4″N 102°13′48.9″E / 2.295944°N 102.230250°E
馬六甲華人清真寺是一座位於馬來西亞馬六甲古鲁蒙的中式清真寺。2012年7月21日動工，2014年6月27日落成。
清真寺建築佔地2.8公頃，耗資750萬令吉，其中590萬由中央政府負責，190萬州政府基金捐贈，餘下30萬由州中華穆斯林協會籌措。建築揉合了北京、上海、西安的同類建築風格，屬中國傳統建築風格，分牌樓、大殿、東西廂、兩座宣禮塔。
清真寺附設有圖書館、殯儀館、會議室等。另外第二期將增設店面、洗腎中心、停車場及宿舍。
清真寺可容納二千人聚禮，並以華語進行。